# Kecamatan Malinau Selatan
Kecamatan Malinau Selatan (indonesiska: Malinau Selatan) är ett distrikt i Indonesien.   Det ligger i provinsen Kalimantan Utara, i den norra delen av landet, 1 500 km nordost om huvudstaden Jakarta.